# کیمر کوپیانس
 کیمر کوپیانس (انگلیسی: Kimmer Coppejans؛ زادهٔ ۷ فوریهٔ ۱۹۹۴) یک تنیس‌باز اهل بلژیک است.